# Bdelyrus seminudus
Bdelyrus seminudus là một loài bọ cánh cứng trong họ Bọ hung (Scarabaeidae).